# Star Studios
Star Studios (anteriormente conhecido como Fox Star Studios) é uma empresa indiana de produção e distribuição de filmes. É uma subsidiária integral da Disney Star, parte do segmento Disney International Operations da The Walt Disney Company. O estúdio produz filmes em hindi, tâmil, telugu, malaiala e outros idiomas do sul da Ásia por meio de aquisições, coproduções e produções internas para distribuição mundial.
Começando com o lançamento internacional de Brahmāstra: Part One – Shiva (2022), todos os filmes da Star Studios agora são administrados internacionalmente pela Walt Disney Studios Motion Pictures.

## História

O logotipo da Fox Star Studios antes de ser renomeado

O estúdio foi fundado em março de 2008 como uma joint venture entre a 20th Century Fox e a co-propriedade Star India. Logo após o lançamento, o estúdio explorou a opção de coproduzir e distribuir os filmes da Dharma Productions de Karan Johar. Em 2009, o estúdio adquiriu os direitos de My Name is Khan, filme de estreia do estúdio como distribuidor e coprodutor.
Em 2011, a Fox Star Studios entrou na indústria cinematográfica tâmil com Engaeyum Eppothum, como coprodutora e parceira de distribuição da AR Murugadoss Productions de AR Murugadoss. Em 2013, o estúdio lançou o longa-metragem em tâmil Raja Rani, que ganhou quatro Tamil Nadu State Film Awards. Em 2015, o estúdio fechou um contrato de 9 filmes com a Dharma Productions como coprodutora e distribuidora. Em 2016, Kapoor & Sons foi lançado como o primeiro filme sob o acordo. No mesmo ano, o estúdio ganhou o National Film Award de Melhor Longa-Metragem em Hindi por sua produção interna Neerja. O estúdio também lançou M.S. Dhoni: The Untold Story, a cinebiografia do então capitão do Indian Cricket, MS Dhoni. Em 2017, o estúdio fechou um contrato de três filmes com a Nadiadwala Grandson Entertainment. Em maio de 2018, o estúdio fechou um contrato de vários filmes com os filmes Cape of Good de Akshay Kumar e definiu Mission Mangal com Kumar como estrela. Em 2019, o estúdio lançou Chhichhore, que coproduziu com Nadiawala Grandson Entertainment, ganhou o National Film Award de Melhor Longa-Metragem em Hindi 2019.
No início de 2020, o estúdio lançou Chhapaak estrelado por Deepika Padukone, o drama esportivo Panga estrelado por Kangana Ranaut e Shikara de Vidhu Vinod Chopra, todos recebidos com entusiasmo pelo público. O estúdio lançou Baaghi 3 no início da pandemia de COVID-19 e o filme encerrou sua bilheteria como o segundo filme hindi de maior bilheteria de 2020. Em junho de 2020, a Star India, a empresa controladora do estúdio, decidiu lançar o restante da lista de 2020 diretamente na plataforma de streaming irmã Disney+ Hotstar sob a Disney + Hotstar Multiplex Initiative. Os filmes lançados na plataforma foram Dil Bechara, Lootcase, Sadak 2 e Laxmii. No final de 2020, vários relatórios indicaram que a The Walt Disney Company não estava dando sinal verde para filmes mais recentes, com o estúdio encerrando suas operações após o lançamento de Tadap e Brahmāstra, já que o CEO do estúdio, Vijay Singh, havia renunciado. Em dezembro de 2021, o estúdio lançou Tadap. Em fevereiro de 2022, o estúdio encerrou as especulações de encerrar as operações ao anunciar Babli Bouncer, estrelado por Tamannaah Bhatia, coproduzido com a Junglee Pictures. Em março de 2022, a empresa anunciou o lançamento de Kaun Pravin Tambe? no Disney+ Hotstar. Logo depois, o estúdio começou a produção de Gulmohar, estrelado por Manoj Bajpayee. No final daquele mês, o estúdio, juntamente com a Dharma Productions, adquiriu os direitos de remake do blockbuster malaialo, Hridayam, em hindi, tâmil e telugo.
Em 27 de maio de 2022, a Fox Star Studios foi renomeada para Star Studios, como parte da remoção do nome "Fox" dos estúdios que haviam sido adquiridos da 21st Century Fox pela Disney.

## Logotipo e fanfarra
O logotipo atual da Star Studios impresso e na tela é baseado no logotipo da 20th Century Studios e no logotipo da Star do centro de entretenimento geral do Disney+ com o mesmo nome. O logotipo impresso estreou nos pôsteres de Brahmāstra: Part One Shiva e o logotipo na tela estreou no lançamento teatral de Brahmāstra: Part One Shiva e a versão HD do logotipo apareceu em Babli Bouncer. O logotipo é baseado no trabalho de Picturemill, por sua vez baseado no design de Blue Sky.
O logotipo da Fox Star Studios foi baseado no logotipo da 20th Century Fox de 1994-2009 (o logotipo apareceu em Quick Gun Murugun e no final de My Name is Khan) e o estilo de 2009 foi feito pela agora extinta Blue Sky Studios (que fez o logotipo da 20th Century Fox de 2009-2020), o logotipo da Fox Star Studios de 2010-2022 (embora com a assinatura da News Corporation removida em 2013) estreou em My Name is Khan e o último filme a usá-lo é Kaun Pravin Tambe?.
A atual fanfarra da Star Studios foi organizada por A. R. Rahman e baseado na fanfarra do 20th Century Studios de Alfred Newman, atualmente composta por David Newman. Esta versão tem instrumentos indianos como cítara, sarod, tambura, shehnai, sarangi e tabla sendo ouvidos na composição. Também soa semelhante às fanfarras de 1979 e 1982.